# Viação Salutaris e Turismo
Viação Salutaris e Turismo é uma empresa brasileira de transporte rodoviário de passageiros que foi vendida ao Grupo Águia Branca em 2003, desde então passou a operar com nome fantasia Águia Branca, porém ainda tem um Cadastro Nacional da Pessoa Jurídica (CNPJ) ativo e linhas em seu nome, fundada em 1945 na cidade de Três Rios, no estado do Rio de Janeiro por Sebastião Noel e seus filhos Joaquim Sebastião Noel e Francisco Sebastião Noel, juntamente com o sócio e amigo da família Valter da Cunha Sá Pinheiro, sendo a Salutaris a pioneira no desbravamento da região centro-sul fluminese, com as suas operações iniciais centradas nas cidades de Petrópolis, São José do Vale do Rio Preto, Três Rios e Paraíba do Sul. A Salutaris é tida com uma das grandes pioneiras do transporte rodoviário nacional, tornando-se ao longo de sua história uma das companhias mais tradicionais e respeitadas do país, alcançando o status de "a empresa modelo" do setor. Cabe ainda a Salutaris algumas primazias no setor nacional. A companhia foi a pioneira no uso do tacógrafo, com toda a sua frota já equipada com o instrumento desde 1975, dois anos do mesmo começar a ser exigido por lei. Também, foi pioneira no uso da informática no setor, desenvolvendo um sistema próprio para gerir operações como sistema de escalas de motoristas, contabilidade, sistema de emissão de passagens e demais funções do setor administrativo, sendo uma das poucas empresas a dominar esse tecnologia ainda na primeira metade dos anos 1990.
No final dos anos 1960 e começo dos anos 1970, iniciou-se a expansão e consolidação da Salutaris no cenário do transporte rodoviário nacional, onde a companhia passou por uma total reestruturação administrativa e operacional de modo a adequar e aperfeiçoá-la como um todo, adotando também uma política de constante renovação e ampliação de sua frota. Datam também nos anos 1970 a expansão da área de atuação da Salutaris, cuja operação até então baseava-se essencialmente em localidades no interior fluminense e na zona da mata mineira. Com as mudanças, a Salutaris passou a centrar-se na operação de rotas de longa distancia, enquanto simultaneamente se desfazia da maior parte de sua operação regional.
Contando com dez garagens, cada uma delas localizada nas cidades de Paraíba do Sul, Petrópolis, Vassouras, Rio de Janeiro, São Paulo, Ponte Nova, Visconde do Rio Branco, Governador Valadares, Vitória da Conquista e Poções, a Salutaris possui 21 linhas, atendo de forma direta 37 cidades. Contava com 22 agências de vendas de passagens próprias, além de mais 127 agências credenciadas espalhadas pelo país. Com operações regulares nos estados do Rio de Janeiro, Minas Gerais, São Paulo e Bahia, a Salutaris também possuía atuação em outros estados do Brasil por intermédio de suas viagens de turismo. Tais operações passaram a ser aprimoradas e ampliadas em 1989, com a criação da subsidiária Saturis, estendendo assim as operações turísticas da Salutaris ao Paraguai, Uruguai, Argentina e Chile, além de promover a diversificação e expansão de seus roteiros turísticos nacionais. 
Após o crescimento contínuo nos anos 1980, a Salutaris, apesar de não ser uma empresa de grande porte chega à década de 1990 consolidada como um dos principais nomes do transporte rodoviário nacional de passageiros. O centro de manutenção da companhia em Paraíba do Sul a posicionava entre as melhores empresas do país, fazendo dela uma referencia para as suas congêneres do setor. Neste período foi introduzido na companhia o “Programa de Gestão Salutaris pela Qualidade Total”, para que, de acordo com seus dirigentes, a Salutaris pudesse alcançar, dentro dos principios da qualidade total, a perfeição em todos os serviços oferecidos por ela. O programa “Qualidade Total” fez com que o ambiente de trabalho da Salutaris fosse reconhecido pela revista Exame, que a colocou entre as 100 melhores empresas para se trabalhar no país no ano de 2001 e novamente em 2002. A pesquisa anual de satisfação de passageiros feita pela Agência Nacional de Transportes Terrestres (ANTT) também colocou a Salutaris, no ano de 2003, no primeiro lugar do ranking das melhores empresas do setor no país, após um levantamento realizado com base na opinião de mais de 74 mil pessoas.
A Viação Salutaris era o principal braço do Grupo Salutaris, formado para gerir e diversificar os investimentos da companhia em diferentes áreas de atuação através de subsidiarias, sendo elas a Salutrans (cargas rodoviárias secas) e posteriormente a Salutaris Express (cargas e encomendas expressas), a Saturis (operações de turismo), a Rodac e a Frivel (concessionárias de automóveis Volkswagen), e o Ibituruna Park Hotel, em Governador Valadares (Minas Gerais). Havia também a Salucred, uma cooperativa de crédito fundada pelos funcionários, com o apoio da diretoria da empresa.
A Viação Salutaris era o principal braço do Grupo Salutaris, formado para gerir e diversificar os investimentos da companhia em diferentes áreas de atuação através de subsidiarias, sendo elas a Salutrans (cargas rodoviárias secas) e posteriormente a Salutaris Express (cargas e encomendas expressas), a Saturis (operações de turismo), a Rodac e a Frivel (concessionárias de automóveis Volkswagen), e o Ibituruna Park Hotel, em Governador Valadares. Havia também a Salucred, uma cooperativa de crédito fundada pelos funcionários, com o apoio da diretoria da empresa.
No início dos anos 2000, Joaquim e Francisco Sebastião Noel, embora ainda estivessem à frente da empresa (como vice-diretor presidente e presidente, respectivamente), já haviam deixado a administração da empresa ser conduzida de forma mais efetiva por seus descendentes, embora a empresa ainda permanecesse reunida entorno da figura dos dois. Com a morte de Joaquim Sebastião Noel em 2002 e sondagens nos meses seguintes feitas por parte da Viação Águia Branca, cujos diretores, Vallecio, Wander e Aylmer Chieppe visitaram pessoalmente a filial da Salutaris em São Paulo, com uma posterior visita de Renan Chieppe culminaram na venda da companhia. Em setembro de 2003, após meses de negociações, a Agência Nacional de Transportes Terrestres aprova a resolução que permitia a transferência do controle acionário da Viação Salutaris para o grupo capixaba.

## Subsidiárias

### Rodac
A Rodac é uma concessionária de automóveis Volkswagen fundada em agosto de 1962 na cidade de Barra Mansa, sendo a primeira a se instalar na região, lá permanecendo até o ano de 1969, quando se mudou para a atual localidade na cidade de Volta Redonda, porém mantendo as instalações de Barra Mansa como filial.
A empresa se tornou a primeira aquisição do Grupo Salutaris, efetuada em novembro de 1986. Sob o controle do Grupo Salutaris, tendo como dirigentes da Rodac os empresários Júlio César de Souza Noel e Carlos Eduardo Sales, o gerenciamento da empresa passou a ser totalmente informatizado, desde o cadastro de clientes até a comunicação com a fábrica em São Bernardo do Campo, proporcionando maior eficiencia e qualidade nos serviços oferecidos. Internamente, a Rodac teve seu ambiente de trabalho reestruturado de acordo com a filosofia empregada na Salutaris, proporcionando aos seus funcionários cursos de treinamento e aperfeiçoamento, vestiários, refeitório, auditório e sala de lazer e descanso, alem de promover intercambios com fábrica da Volkswagen para melhor capacitação de seus quadros. Na primeira metade da década de 90, a área de atuação da Rodac já abrangia também as cidades de Bananal, no estado de São Paulo, Rio Claro no estado do Rio de Janeiro, bem como as cidades de Santa Rita de Jacutinga e Passa Vinte, em Minas Gerais.
A Rodac não foi incluida na negociação da Viação Salutaris feita pela Águia Branca em 2003, permanecendo sob o comando da família Noel. Em 2004 foi formada uma nova administração, a qual permanece atualmente, tendo a frente Sergio Peccini Noel, antigo Diretor Administrativo da Salutaris, e José William Peccini Noel, juntamente com seu filho Leandro Schwartz Noel. Em 2006, a Rodac expandiu suas operações com a inauguração de uma unidade em Angra dos Reis, e com a aquisição de uma unidade em Barra do Piraí em 2007.

### Saturis
Fundada em 1989, a Saturis (Salutaris Viagens e Turismo) era uma divisão da Salutaris criada para gerenciar as operações de turismo da companhia. Um dos principais objetivos da empresa era a coordenação do aluguel dos ônibus da empresa, mantendo dessa forma a utilização e ocupação racional de todos os veículos da frota em todos os períodos do ano. No levantamento feito pela empresa em 1994, naquele ano os ônibus da Salutaris operando dentro dos serviços turisticos rodaram quase 1 milhão de quilômetros, em cujos roteiros mais frequentes estavam o Pantanal, Nordeste, Sul, cidades históricas de Minas Gerais, além da operação turística no Mercosul, em países como Chile, Argentina, Uruguai e Paraguai, transportando cerca de 32 mil passageiros.

### Ibituruna Park Hotel
Durante o inicio da década de 1980, o Departamento Nacional de Estradas de Rodagem (DNER) decretou a proibição das duplas de motoristas em viagens por ônibus. A nova medida afetou a Salutaris, cuja linha São Paulo – Vitória da Conquista era operada com 3 motoristas, com o primeiro condutor seguindo de São Paulo até a cidade de Paraíba do Sul, e nesta assumindo o controle do carro a dupla que seguiria até Vitória da Conquista, com o revezamento da condução do veículo sendo feito na cidade mineira de Frei Inocêncio. Como a Salutaris não dispunha de uma estrutura adequada para manter motoristas em Frei Inocencio, ela passou a procurar por um novo local em que se pudesse estabelecer uma melhor estrutura aos seus ônibus que operavam no trecho norte da Rio-Bahia.
Durante os estudos do novo local, os dirigentes da Salutaris constataram a carência de estrutura hoteleira na região de Governador Valadares, importante ponto turístico devido ao Pico da Ibituruna, importante polo da prática de voo livre. Com isso, a Salutaris fechou a adquisição de um terreno com uma área de 15 mil m², às margens da BR-116 e aos pés do Pico da Ibituruna, onde ela visou estabelecer uma estrutura que supriria não somente a necessidade de um ponto de apoio para os motoristas e os ônibus da empresa, mas também um hotel que pudesse explorar o potencial da principal polo turistico da cidade.
O Ibituruna Park Hotel é inaugurado em 1992, classificado como um hotel 3 estrelas, contando essencialmente com uma mesma estrutura onde parte era destinada para as operações da Salutaris e outra que correspondia ao hotel propriamente dito. A parte destinada à Salutaris contava com um restaurante lanchonete 24 horas, dormitório para motoristas, uma seção de trafego para gerenciamento de escalas, equipe de manutenção, lavador e bomba para reabastecimento dos veículos, além carros-reserva para auxiliar como socorro em alguma eventualidade que pudesse ocorrer com algum outro veículo da companhia trafegando naquela área. A estrutura correspondente ao hotel em si possuia 43 apartamentos alto-luxo, repecção informatizada, bar americano, sistema de som ambiente, restaurante internacional equipado com ar central, contando com serviços a la carte e self-service, café continental, room service, estacionamento privativo e uma sala de reuniões.